# Balabac, Palawan

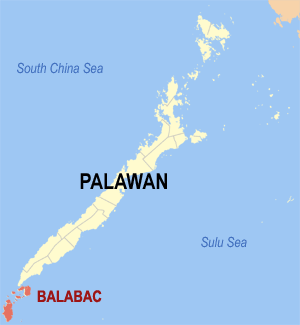
Bản đồ Palawan với vị trí của Balabac

Balabac là một đô thị hạng 3 ở tỉnh Palawan, Philippines. Theo điều tra dân số năm 2000, đô thị này có dân số 25.257 người trong 4.723 hộ.

## Barangay
Balabac được chia thành 20 barangay.
| - Agutayan - Bugsuk (New Cagayancillo) - Bancalaan - Indalawan - Catagupan - Malaking Ilog - Mangsee - Melville - Pandanan - Pasig | - Rabor - Ramos - Salang - Sebaring - Poblacion I - Poblacion II - Poblacion III - Poblacion IV - Poblacion V - Poblacion VI |